# Кокодинський Андрій Іванович
Андрій Іванович Кокодинський (пол. Andrzej Kokodyński; 9 січня 1891, Новий Яричів — 25 листопада 1940, Коломия) — український лікар-стоматолог, член Українського лікарського товариства з 1927 року та організатор духового оркестру при товаристві "Просвіта" в Новому Селі.

## Біографія
Народився Андрій Кокодинський 9 січня 1891 року в селі Новий Яричів у родині Івана Кокодинського та Іванни Терлецької. Спочатку навчався у Львівській академічній гімназії, а впродовж 1907-1911 років - в українській гімназії у Перемишлі.
У 1914-1917 роках спочатку був санітаром, потім працював у таборі для переселенців під Віднем "Ґмінд", будучи студентом медицини.  12 листопада 1916 року увійшов до головного відділу "Народної читальні" як його член. У Гмінді Кокодинський одружується з учителькою Розалією Турянською. 
Після закінчення медінституту в Празі в 1923 році переїжджає до дружини в Коломию. У 1927 році став членом Українського лікарського товариства. У 1928 році нострифікував диплом у Львові й у Коломиї відкриває свій лікарський кабінет на вул. Крашевського, 4 (тепер - Франка, 4).
Не витримавши конкуренції, перебрався до Нового Села Збаразького повіту на Тернопільщині, де проводив лекції про здоров'я людини та заснував власний духовий оркестр при читальні "Просвіти". Під час пацифікації 1930 року Андрій Кокодинський був побитий під час т.зв. "ревізії". На початку 1930-х років у селі став очільником "Рідної школи" - тоді під його орудуванням у 1932 році відбулася Академія з нагоди ювілею Василя Стефаника. Згодом переїхав у село Єзупіль.
У 1937 році повернувся до Коломиї і заснував лікарський кабінет на вул. Костюшки, 44 (зараз - Театральна, 44), де, згідно з дослідженнями Іллі Криворучка, замешкував український скрипаль і педагог, засновник і директор Коломийської музичної школи Роман Рубінгер.
Помер 25 листопада 1940 року в Коломиї, яка перебувала в радянській окупації, і похований у гробниці родини Павліни та Йосифа Турянських на кладовищі "Монастирок".